# Pleuroziaceae
Pleurozia es el único género de hepáticas perteneciente a la familia Pleuroziaceae, clasificada en el orden de Jungermanniales. El género incluye once especies, y en su conjunto está ampliamente distribuida. En la hoja inferior los lóbulos de las especies de Pleurozia se fusionan, formando un saco cerrado de agua cubierto por una tapa móvil similar en estructura a los de las angiospermas del género Utricularia. Se supone que estos sacos juegan un papel en el almacenamiento de agua, pero un estudio de 2005 sobre Pleurozia purpurea encontraron que los sacos atraen y atrapan ciliados, de la misma manera que Utricularia. Las observaciones de las plantas in situ también revelaron un gran número de presas atrapado dentro de los sacos, lo que sugiere que las especies de este género obtien algún beneficio de un hábito carnívoro. Después de Colura, este fue el segundo informe de zoofagia entre las hepáticas.

## Taxonomía
Pleuroziaceae fue descrita por (Schiffn.) K.Müller y publicado en Die Lebermoose 6: 404. 1909.

## Especies
Pleurozia acinosa

Pleurozia articulata

Pleurozia caledonica

Pleurozia conchifolia

Pleurozia curiosa

Pleurozia gigantea

Pleurozia heterophylla

Pleurozia johannis-winkleri

Pleurozia paradoxa

Pleurozia purpurea

Pleurozia subinflata